# Арктичний міст
Арктичний міст (англ. Arctic Bridge) — морський арктичний шлях у північній Атлантиці та Північному Льодовитому океанах, з Мурманська (Мурманська область, Російська Федерація) у Черчілль (провінція Манітоба, Канада). Діє з липня по жовтень, оскільки решту року Гудзонова затока покрита льодом. Найкоротший морський шлях із Канади до країн Північної Європи, насамперед до Росії та Норвегії. Морські судна проходять цим маршрутом із Мурманська до Черчілля всього за 8 днів. Арктичний міст вдалось втілити в життя через глобальне потепління, що спричинило танення льодовикового покриву та зменшення його площі в районі Арктики.

## Призначення

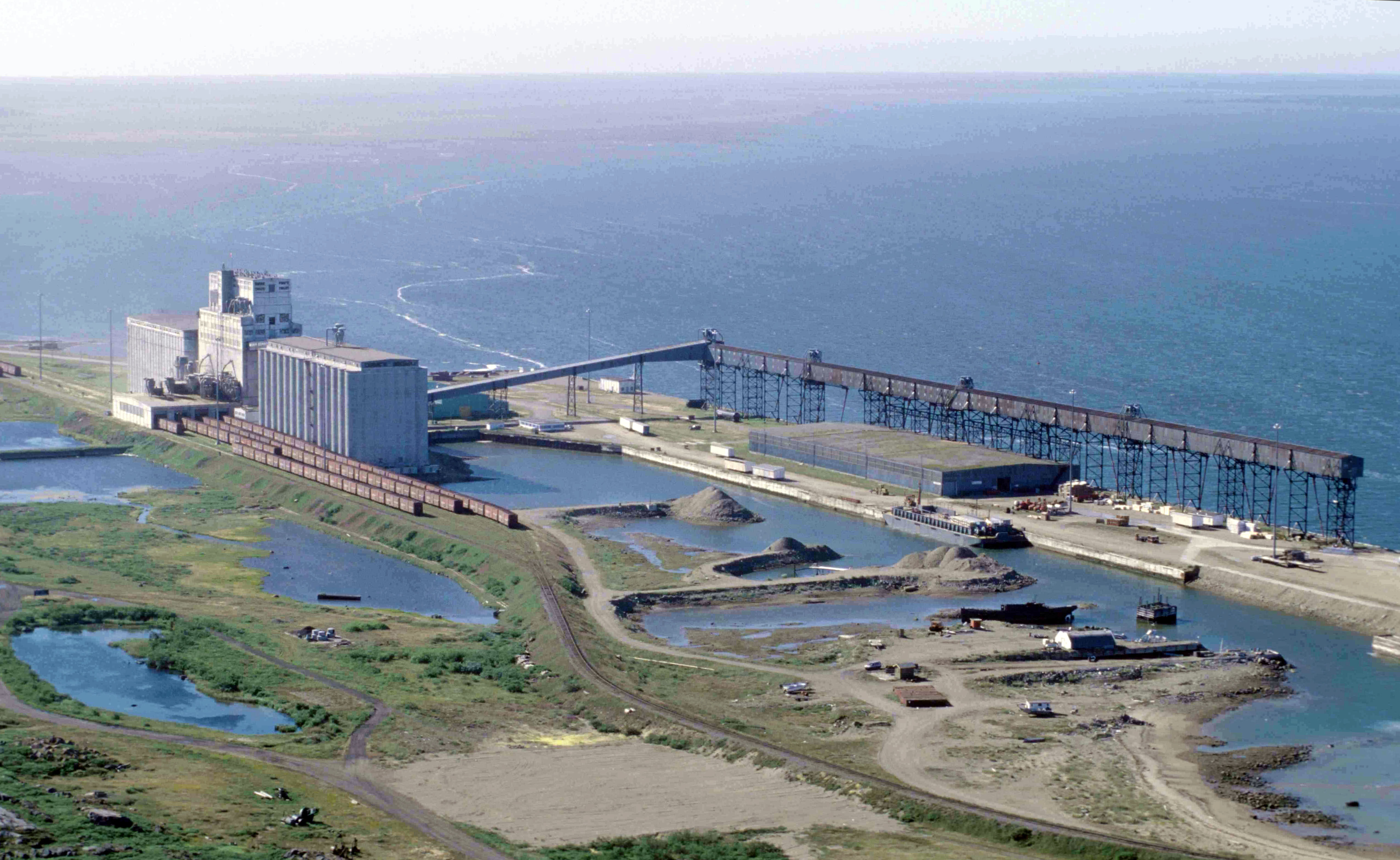
Порт Черчілль (провінція Манітоба, Канада)

Даний шлях є стратегічним напрямом для продажу зернових культур із прерій Канади до ринків Європи (Росії, Норвегії, Фінляндії). Із порту Черчілль експорт зерна в 2007 році склав 621 000 тонн і 529 000 тонн в 2009 році.
17 жовтня 2007 перша партія вантажів з Мурманська досягла порту Черчілль.

## Історія

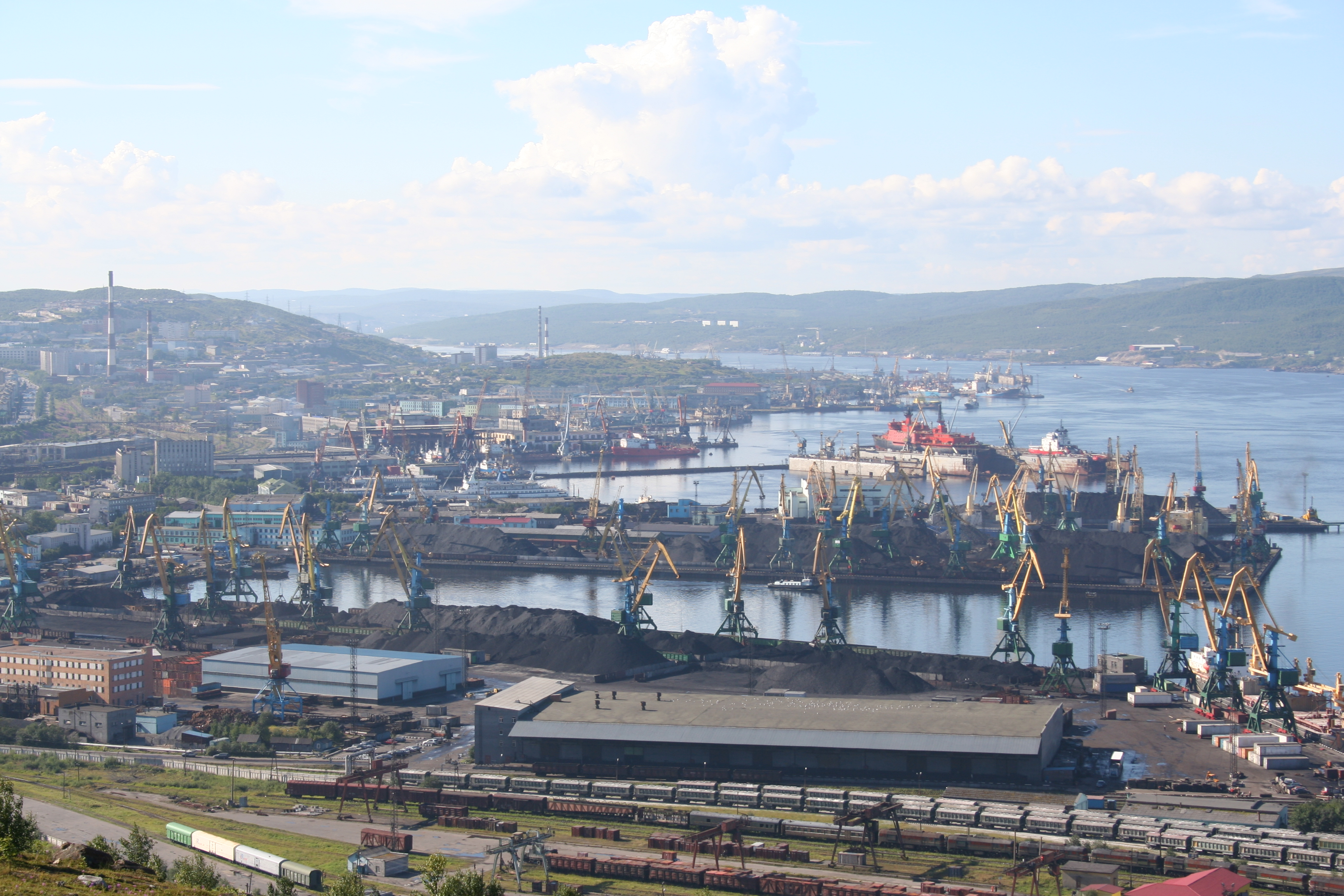
Гавань Мурманська (Росія)

Проект Арктичного мосту розроблявся ще із 1997 року американським залізничним магнатом 57-річним Петом Броу, котрий володіє Денверською компанією OmniTRAX. Він купив у канадського уряду на аукціоні занедбаний і тотально збитковий субарктичний порт Черчілль всього за 7 доларів, а згодом викупив і 810 миль залізничних колій в провінції Манітоба, які ведуть до міста Черчілль.
Канадський уряд також виступає за збільшення поставок між Росією та Канадою. Зокрема, генерал-губернатор Канади Стівен Харпер оголосив про залучення $ 68 млн державних і приватних коштів для модернізації старіючого порту і залізниці в Черчіллі.
Щороку Мурманськ та Черчілль будуть отримувати від взаємно вигідної торгівлі між Росією та Канадою до $ 100 млн додаткових коштів.

## Перспектива
Передбачається що внаслідок глобального потепління судноплавство та навігація в межах Гудзонової затоки буде тривати до 8 місяців на рік, що збільшить кількість морських перевезень від торгівлі із Європи до Північної Америки. Збільшить економічну привабливість регіону північної Канади, активізує економічні зв'язки країн організації НАФТА(Канада, США та Мексики) із Російською Федерацією. Збільшить морські перевезення в Північному Льодовитому океані. Але із іншого боку це може негативно вплинути на екологічний стан Арктики - забруднення поверхневих океанічних вод, вплив на морську флору та фауну, тощо.